# Liste des gares ferroviaires de la Région de Bruxelles-Capitale
La ville belge de Bruxelles et sa région sont desservies par plusieurs gares ferroviaires de la Société nationale des chemins de fer belges (SNCB).

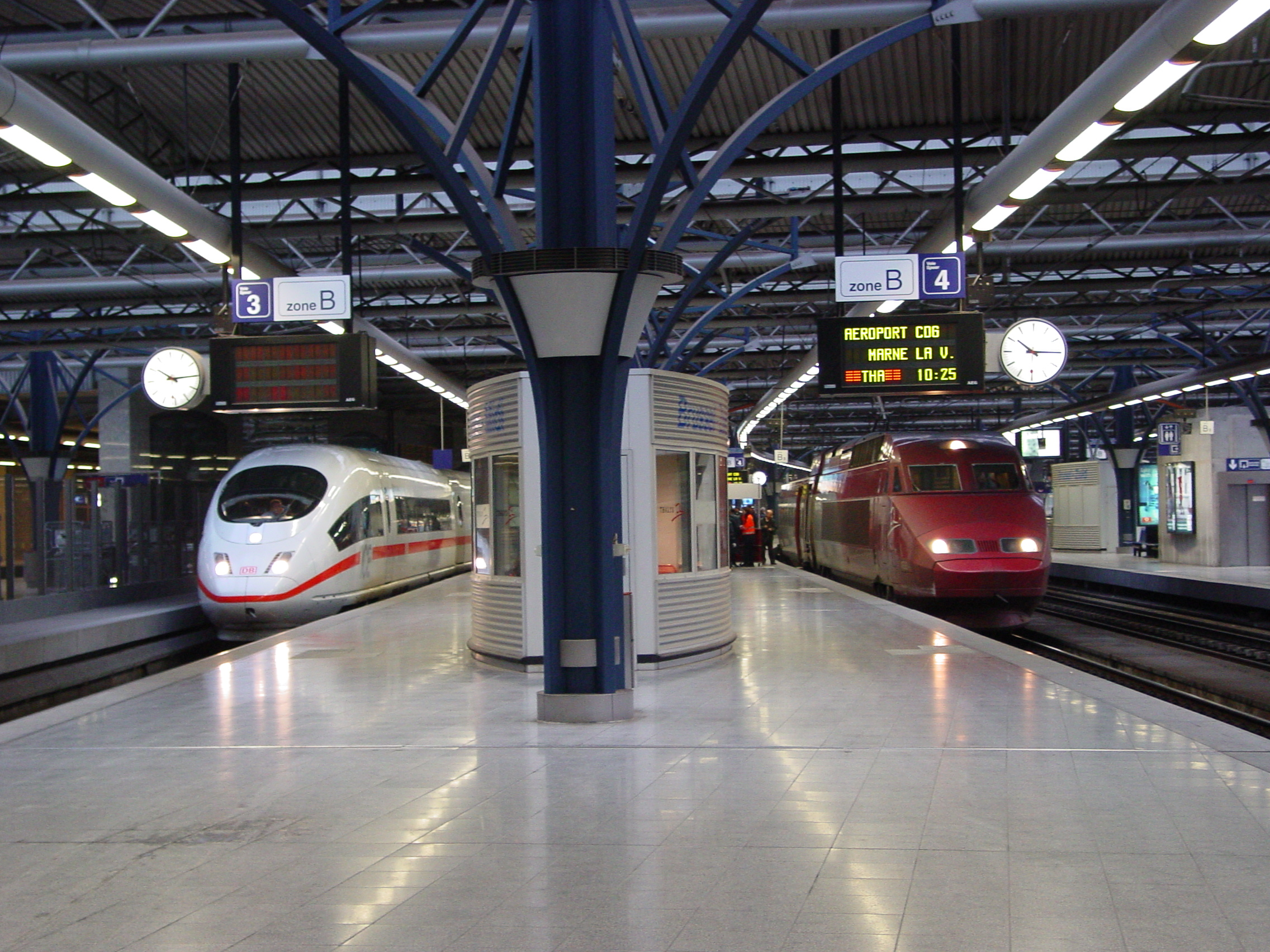
La gare de Bruxelles-Midi, avec les trains ICE et Thalys.

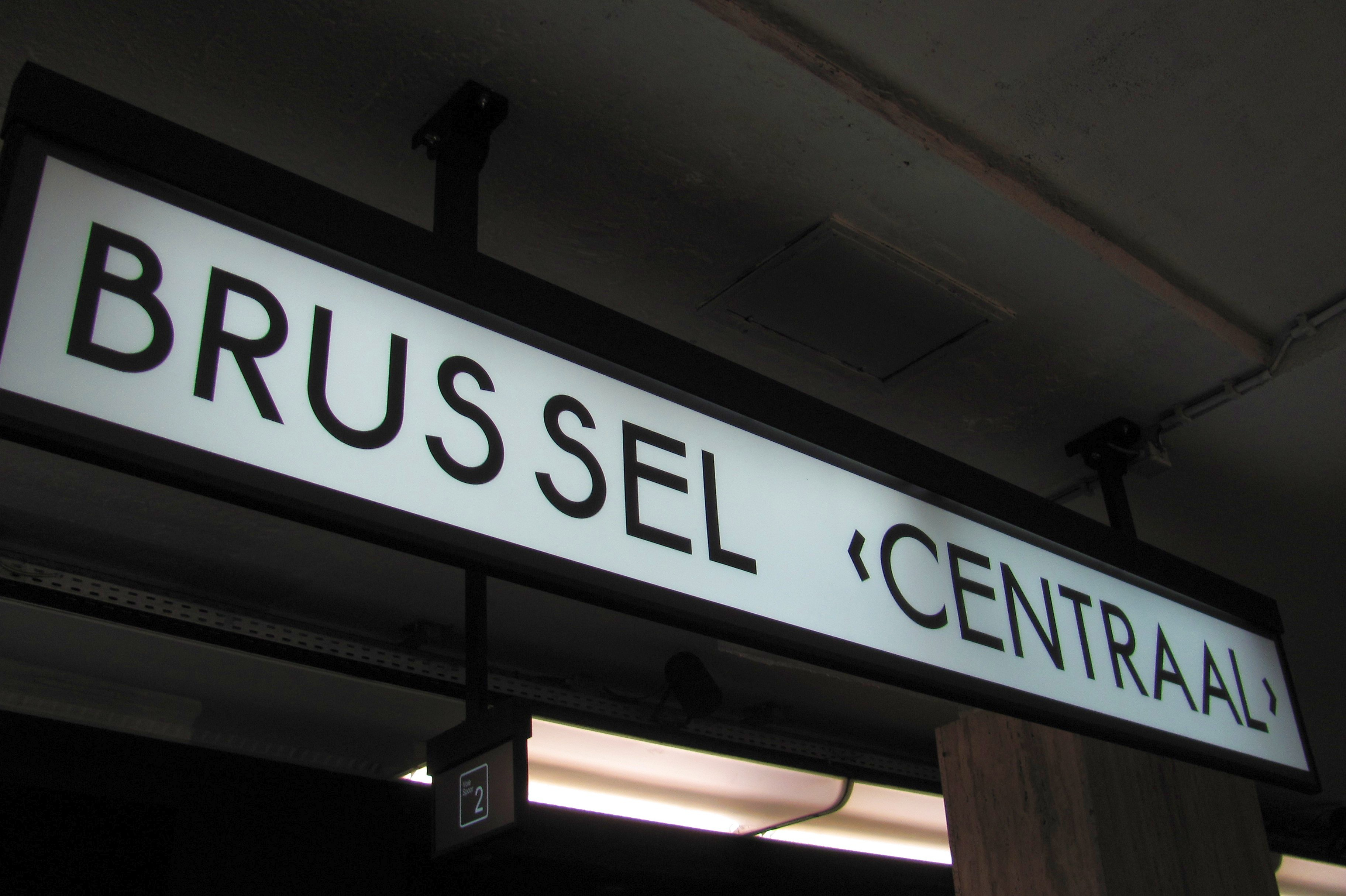
Panneau en néerlandais sur les quais de la gare de Bruxelles-Central.

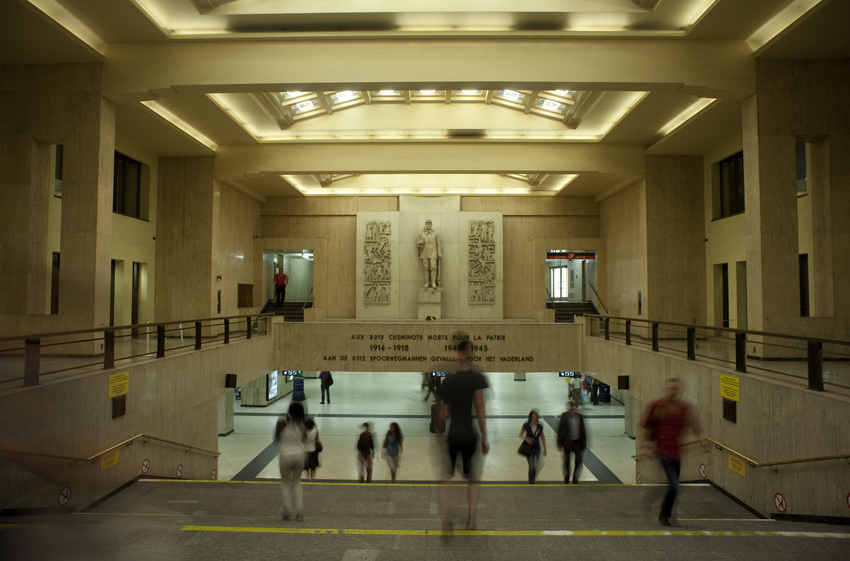
L'escalier principal de la gare centrale.

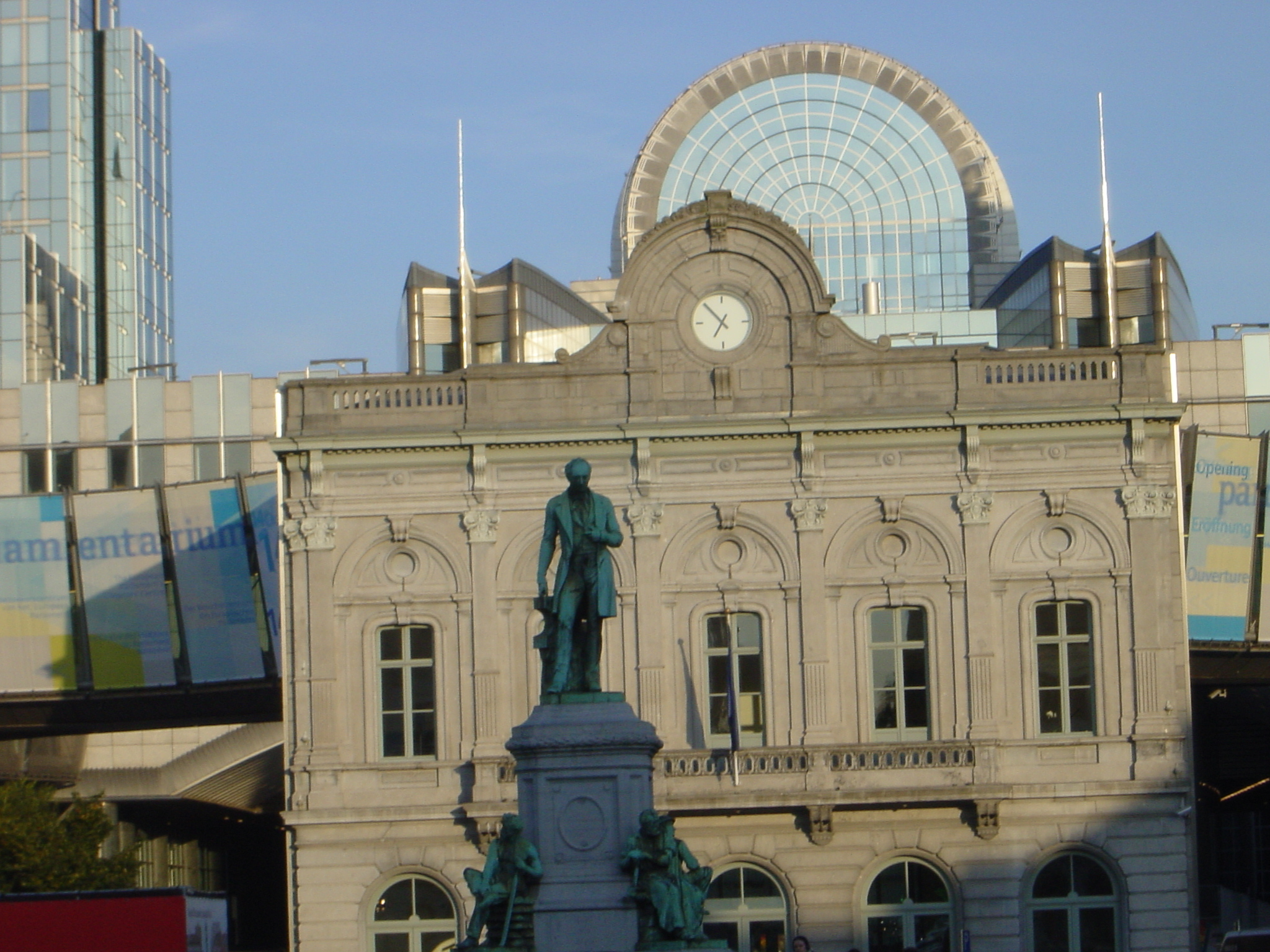
Le vieux bâtiment de la gare du Luxembourg, avec le Parlement européen en toile de fond.

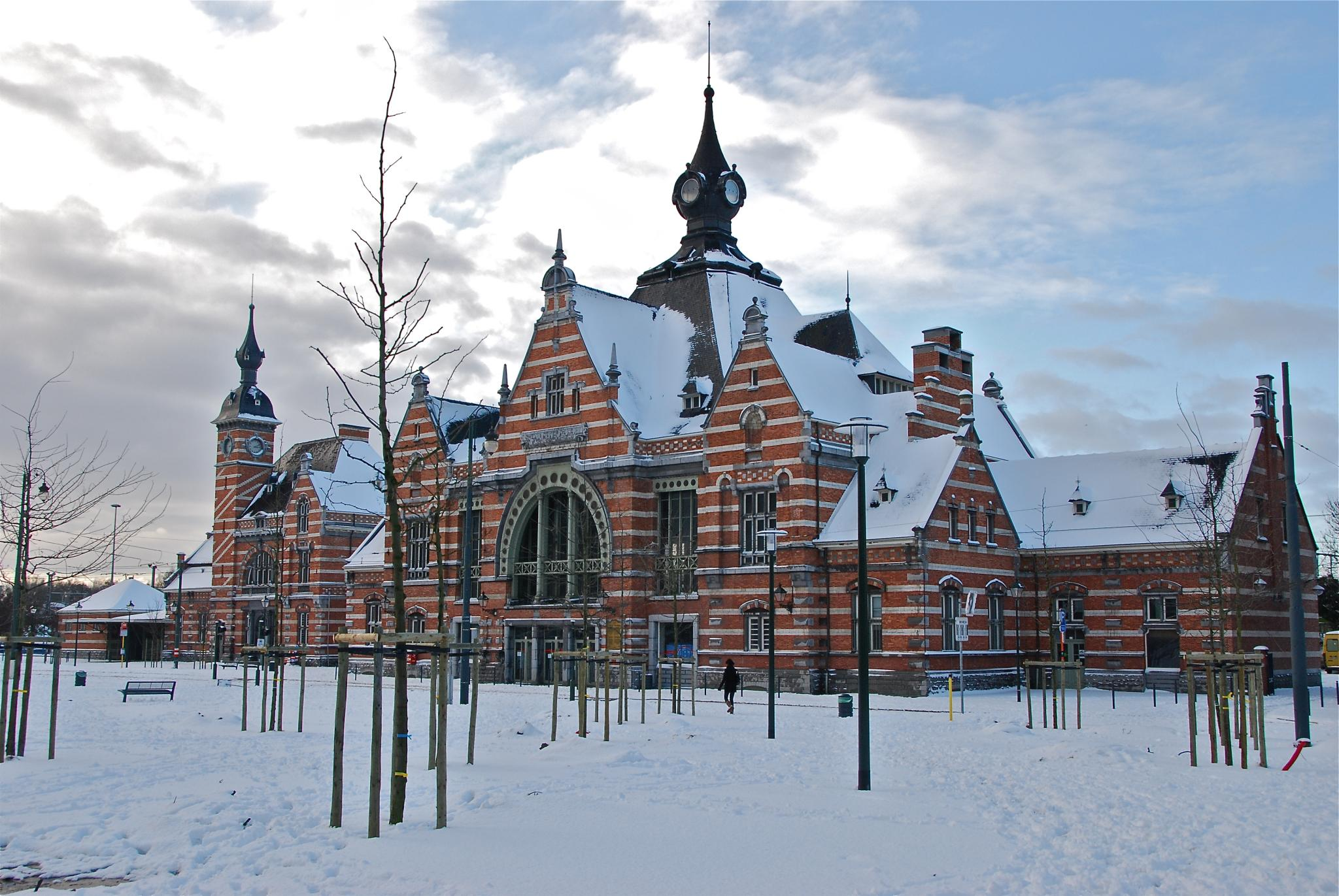
La gare de Schaerbeek.

## Histoire
Bruxelles accueillit la première ligne de chemin de fer du continent européen (et donc, a fortiori, de Belgique), le 5 mai 1834, la reliant à Malines. La gare de départ était celle de l'Allée Verte, aujourd'hui démolie. La compagnie exploitant la ligne s’appelait « Chemins de fer de l'État Belge », l'ancêtre de la SNCB.

## Les cinq gares principales
- Gare de Bruxelles-Central
- Gare de Bruxelles-Luxembourg
- Gare de Bruxelles-Midi
- Gare de Bruxelles-Nord
- Gare de Bruxelles-Schuman

## Les autres gares
| - Gare d'Anderlecht - Gare des Arcades - Gare de Berchem-Sainte-Agathe - Gare de Bockstael - Gare de Boitsfort - Gare de Boondael - Gare de Bordet - Gare de Bruxelles-Chapelle - Gare de Bruxelles-Congrès - Gare de Bruxelles-Ouest - Gare de Delta - Gare d'Etterbeek - Gare d'Evere - Gare de Forest-Est - Gare de Forest-Midi | - Gare de Germoir - Gare de Haren - Gare de Haren-Sud - Gare de Jette - Gare de Meiser - Gare de Merode - Gare de Moensberg - Gare de Saint-Job - Gare de Schaerbeek - Gare de Simonis - Gare de Tour et Taxis - Gare d'Uccle-Calevoet - Gare d'Uccle-Stalle - Gare du Vivier d'Oie - Gare de Watermael |

### Cas particuliers
- La gare de Buda se trouve sur la commune flamande de Machelen, mais dessert et porte son nom d'après le village bruxellois de Buda.
- La gare de Linkebeek dessert le village flamand de Linkebeek, mais se trouve partiellement dans la commune bruxelloise d'Uccle.

Ces deux gares ne font pas partie de la zone Brupass (anciennement MTB), englobant les gares de la région pour les abonnements, mais ont été intégrées à la nouvelle zone Brupass XL.

## La gare de l'aéroport
L'aéroport de Bruxelles-National est desservi par sa propre gare : la gare de Bruxelles-Aéroport-Zaventem

## Anciennes gares de Bruxelles
| - Gare de Bruxelles-Allée-Verte - Gare de Bruxelles-Tour et Taxis - Gare royale (Laeken) - Gare de la chaussée de Louvain, aussi appelée gare de Saint-Josse-ten-Noode - Gare de Cureghem - Gare de Ganshoren - Gare de Haren-Nord - Gare de Josaphat | - Gare de Laeken - Gare de la rue de la Loi - Gare de la rue des Palais - Gare de la rue Rogier - Gare de la rue Royale Sainte-Marie - Gare de Schaerbeek-Josaphat - Gare de Stockel - Gare de Woluwe village |

## Anecdotes
- Bruxelles est l'une des rares capitales européennes à avoir ses gares principales (Midi, Central, Nord, Schuman et Luxembourg) directement reliées entre elles par chemin de fer.